# Astro Galli
Astro Galli (Modena, 29 aprile 1913 – Modena, 22 novembre 1996) è stato un allenatore di calcio e calciatore italiano, di ruolo centrocampista.

## Carriera
Giocò nel Modena per dodici stagioni, cinque delle quali nella massima serie.

## Palmarès

### Giocatore

#### Competizioni nazionali
- Serie B: 2

Modena: 1937-1938, 1942-1943